# Seliški Vrh
Le Seliški Vrh est le plus haut sommet du massif montagneux de Mala Kapela appartenant à la chaîne des Alpes dinariques. Situé en Croatie, à l'ouest du parc national des lacs de Plitvice, il culmine à 1 279 mètres d’altitude.